# جريس هرمي
جُرَيْس هرمي نوع من جريس الأمرط المخشوشب المعمر، موطنها جنوب شرق أوروبا في إيطاليا وغرب البلقان. يعلو من المتر إلى المترين. جنثه غليظ وتدي. ساقه مضلعة. أوراقه ملتحمة معنقة مستطيلة. أزهاره قمعية الشكل الهرمي، ثلاثية الارتكاز، عنقودية التجميع عنقودها منتصب يعلو من 50 إلى 100 سم. لونها إلى الزرقة. إزهراره يستمر من تموز إلى أيلول.

## معرض الصور

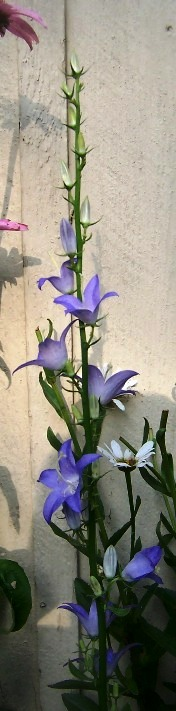
جريس هرمي